# Neuvy-sur-Barangeon
Neuvy-sur-Barangeon je francouzská obec v departementu Cher v regionu Centre-Val de Loire. V roce 2010 zde žilo 1 251 obyvatel.

## Vývoj počtu obyvatel
Počet obyvatel 